# 나고야 시립 대학
나고야 시립 대학(일본어: 名古屋市立大学, Nagoya City University)은 일본의 시립 대학이다. 대학 본부는 아이치현 나고야시 미즈호구에 위치한다.

## 연혁
나고야 시립 대학은 1950년에 나고야 여자 의과대학(名古屋女子醫科大學)과 나고야 약과 대학(名古屋藥科大學)의 통합으로 설치되었다.

### 나고야 여자 의과대학
- 1943년 나고야 시립 여자 고등 의학 전문학교(名古屋市立女子高等醫學專門學校) 설립.
- 1944년 나고야 시립 여자 의학 전문학교로 개칭.
- 1947년 대학령에 의한 나고야 여자 의과대학으로 승격.
- 1950년 나고야 시립 대학 의학부가 됨.

### 나고야 약과 대학
- 1884년 사립 나고야 약학교(私立名古屋藥學校) 설립.
- 1890년 사립 아이치(愛知) 약학교로 개칭.
- 1921년 사립 아이치 약학교 폐교.
- 1931년 아이치 약학교의 졸업생들이 아이치 고등 약학교를 설립.
- 1935년 (사립) 나고야 약학 전문학교로 승격.
- 1946년 나고야 시립 나고야 약학 전문학교로 개칭.
- 1949년 신제(新制) 나고야 약과 대학으로 승격.
- 1950년 나고야 시립 대학 약학부가 됨.

### 나고야 시립 대학
- 1950년 의학부와 약학부로 발족.
- 1964년 경제학부 설치.
- 1996년 인문사회학부와 예술공학부를 설치.
- 1999년 간호학부를 설치.

## 캠퍼스
- 가와스미(川澄) 캠퍼스: 대학본부, 의학부, 간호학부 캠퍼스.
- 아이치현 나고야시 미즈호 구(瑞穗區) 미즈호 초(瑞穗町) 아자(字) 가와스미 1.
- 다나베도리(田邊通) 캠퍼스: 약학부 캠퍼스.
- 아이치 현 나고야 시 미즈호 구 다나베도리 3-1.
- 야마노하타(山の畑) 캠퍼스: 경제학부, 인문사회학부 캠퍼스.
- 아이치 현 나고야 시 미즈호 구 미즈호 초(瑞穗町) 아자(字) 야마노하타 1.
- 기타치쿠사(北千種) 캠퍼스: 예술공학부 캠퍼스.
- 아이치 현 나고야 시 지쿠사 구(千種區) 기타치쿠사(北千種) 2-1-10.

## 조직

### 학부
- 의학부
- 약학부
- 경제학부
- 인문사회학부
- 예술공학부
- 간호학부

### 대학원
- 의학 연구과
- 약학 연구과
- 경제학 연구과
- 인간문화 연구과
- 예술공학 연구과
- 간호학 연구과
- 시스템 자연과학 연구과